# Lista de episódios de Men in Trees
Segue, abaixo, uma lista de episódios da série Men in Trees.
| Temporada | Temporada | # Episódios | Exibição original | Estreia da temporada    | Final da temporada  |
| --------- | --------- | ----------- | ----------------- | ----------------------- | ------------------- |
|           | 1         | 17          | 2006–2007         | 12 de Setembro de 2006  | 31 de Agosto, 2008  |
|           | 2         | 19          | 2007-2008         | 15 de Fevereiro de 2007 | 11 de Junho de 2008 |

## 1ª Temporada: 2006–2007
| # | Título                                                                       | Estreia EUA             | Estreia Portugal       |
| --- | ---------------------------------------------------------------------------- | ----------------------- | ---------------------- |
| 1 | "Piloto" "Pilot"                                                             | 12 de Setembro de 2006  | 31 de Agosto de 2007   |
| A caminho de uma sessão de autógrafos no Alasca, uma técnica de relacionamento descobre que seu noivo anda traindo ela com um amiga, fazendo com que ela questione todas as suas crenças e ensinamentos. |                                                                              |                         |                        |
| 2 | "Mudança do Poder" "Power Shift"                                             | 15 de Setembro de 2006  | 7 de Setembro de 2007  |
| Marin tem difículdade em se acostumar à vida da cidade pequena, Jane é responsável por cancelar o casamento, e Graham continua tentando entrar em contato com Marin. |                                                                              |                         |                        |
| 3 | "Para Que Vale a Pena..." " For What It’s Worth… "                           | 22 de Setembro de 2006  | 14 de Setembro de 2007 |
| As mulheres vêm de longe para participar de um leilão de solteiros em benefício do farol local. |                                                                              |                         |                        |
| 4 | "Pia ou Nadar" "Sink or Swim"                                                | 29 de Setembro de 2006  | 21 de Setembro de 2007 |
| A perda do cidadão mais velho de Elmo traz tristeza, não só para a comunidade, mas provoca a perda da sua cidade irmã, assim Marin, lidando com os boatos de sua morte, promete encontrar um substituto. |                                                                              |                         |                        |
| 5 | "Fale para Fazer Espiguilha" "Talk for Tat"                                  | 6 de Outubro de 2006    | 28 de Setembro de 2007 |
| Conforme Elmo sofre com uma onda de calor, os casais que andavam reprimidos desistem, e novas relações são levadas para o próximo nível e pelo menos um relacionamento antigo reacende. |                                                                              |                         |                        |
| 6 | "O Caribum na Sala" "The Caribou in The Room"                                | 13 de Outubro de 2006   | 5 de Outubro de 2007   |
| Marin testa os limites da amizade, quando ela se convida para a viagem de Jack para Anchorage. Enquanto isso, um visitante no bar faz Ben enfrentar as coisas que ele estava tentando ignorar. |                                                                              |                         |                        |
| 7 | "Senhoras Primeiro" "Ladies Frist"                                           | 20 de Outubro de 2006   | 12 de Outubro de 2007  |
| O aniversário Marin é retomado com a chegada de sua irmã, Patrick recebe uma notícia devastadora, e inveja é sentida por vários da comunidade. |                                                                              |                         |                        |
| 8 | "O Sistema de Buddy" "The Buddy System"                                      | 27 de Outubro de 2006   | 19 de Outubro de 2007  |
| Marin e Patrick lidam com questões de sua confiança, e tremores causam um desastre. |                                                                              |                         |                        |
| 9 | "O Menaissance" "The Menaissance"                                            | 10 de Novembro de 2006  | 26 de Outubro de 2007  |
| Jane chega na cidade, com boas notícias que pode danificar a amizade de Marin e Jack. |                                                                              |                         |                        |
| 10 | "Nova Iorque de Ficção (1)" "New York Fiction (1)"                           | 30 de Novembro de 2006  | 2 de Novembro de 2007  |
| Marin retorna a Nova York para conversar com os editores em potencial; Elmo sente falta dela. |                                                                              |                         |                        |
| 11 | "Nova Iorque de Ficção (2)" "New York Fiction (2)"                           | 7 de Dezembro de 2006   | 9 de Novembro de 2007  |
| Marin retorna de Nova York para encontrar Lynn na casa de Jack. |                                                                              |                         |                        |
| 12 | "O Dia Mais Escurto" "The Darkest Day"                                       | 11 de Janeiro de 2007   | 16 de Novembro de 2007 |
| Marin espera Lynn deixar a cidade, mas Lynn tem uma notícia surpresa, e Patrick tem que analisar se ele é um garotinho da mamãe. |                                                                              |                         |                        |
| 13 | "Lições Históricas" "History Lessons"                                        | 18 de Janeiro de 2007   | 30 de Novembro de 2007 |
| Atormentada por um bloqueio criativo, Marin se volta para o bazar anual para se distrair, Sara volta à cidade e descobre coisas muito diferentes, e Lynn se pergunta por que ela não consegue passar das preliminares com Jack. |                                                                              |                         |                        |
| 14 | "Além de Cama & Bastão" "Bed, Bat & Beyond"                                  | 25 de Janeiro de 2007   | 7 de Dezembro de 2007  |
| Marin pode ter se apressado quando ela se muda para a casa dela antes de estar pronta, Patrick sente a pontada de ser o homem que cuida de tudo, e Theresa sente-se desconfortável quando Sara ajuda no bar enquanto Ben está se recuperando. |                                                                              |                         |                        |
| 15 | "Ter que Gostar de um Homem" "Take It Like a Man"                            | 1 de Fevereiro de 2007  | 14 de Dezembro de 2007 |
| Marin e Jane exploram o seu lado masculino, enquanto Sam se interessa pelo feminino. Em outro lugar, Patrick, Jack e Buzz lidam com questões de pais. |                                                                              |                         |                        |
| 16 | "Revestimento Agradável das Meninas Primeiramente" "Nice Girls Finish First" | 8 de Fevereiro de 2007  | 21 de Dezembro de 2007 |
| Jane experimenta trabalhar no Alasca, e a necessidade de Marin de ser a garota legal coloca-a em algumas situações embaraçosas. |                                                                              |                         |                        |
| 17 | "A Proposta Indecente" "The Indecent Proposal"                               | 15 de Fevereiro de 2007 | 28 de Dezembro de 2007 |
| Marin não consegue acender fogo em seu novo lar, então ela convida Cash para ser seu companheiro de casa. Jack propõe para Lynn depois de ir à aula de Lamaze com ela. Isso chateia Marin, como seria de se esperar. Sara conhece um cara novo na sua classe de EMT. Patrick vai para Nova York com Annie para conhecer sua família e pedir a permissão do pai para se casar com ela. |                                                                              |                         |                        |

## 2ª Temporada: 2007-2008
| # | # T. | Título                                    | Estreia EUA             | Estreia Portugal |
| --- | ---- | ----------------------------------------- | ----------------------- | ---------------- |
| 18 | 1    | "TBA" "A Tree Goes in Elmo"               | 12 de outubro de 2007   | ASA              |
| Um ciclone ártico golpeia Elmo. |      |                                           |                         |                  |
| 19 | 2    | "TBA" "Chemical Reactions"                | 19 de outubro de 2007   | ASA              |
| Marin vai em busca de um ingrediente secreto na floresta e acaba passando a noite lá com Jack, Sara vai à Justiça para manter a custódia de seu filho com as cartas marcadas contra ela, e Patrick procura pelo significado de seu nome.                                                                                             |      |                                           |                         |                  |
| 20 | 3    | "TBA" "No Man Is An Iceland"              | 26 de outubro de 2007   | ASA              |
| Cash acha que foi domesticado durante o inverno, a sepração de Jack e Lynn se torna de conhecimento público, e Patrick não tem certeza sobre a escolha do seu padrinho. |      |                                           |                         |                  |
| 21 | 4    | "TBA" "I Would If I Could"                | 2 de novembro de 2007   | ASA              |
| Marin deve planejar duas despedidas de solteiro, e tem dificuldade em fazer Patrick lhe dizer a fantasia dele, e Jack recebe uma oferta de trabalho que irá mudar o curso da sua relação com Marin. |      |                                           |                         |                  |
| 22 | 5    | "TBA" "The Girl Who Cried Wolf"           | 9 de novembro de 2007   | ASA              |
| Jack se preocupa com Marin conforme eles começam a contar os dias até à sua partida, Eric enfrenta uma escolha entre o amor e a congregação, e Annie começa a ter o primeiro de vários desastres anunciados por Mai em torno de seu casamento.                                                                                       |      |                                           |                         |                  |
| 23 | 6    | "TBA" "Nice Day For A Dry Wedding"        | 16 de novembro de 2007  | ASA              |
| Desastres ocorrem no casamento de Annie, e a última noite de Jack e Marin juntos é interrompida. |      |                                           |                         |                  |
| 24 | 7    | "TBA" "Sea Change"                        | 23 de novembro de 2007  | ASA              |
| Marin descobre um segredo de Jack, todo mundo tenta ajudar Patrick a recuperar sua memória, embora Annie esteja tendo um momento particularmente difícil para lidar com isso, e o Mar de Behring prova ser perigoso para Jack. |      |                                           |                         |                  |
| 25 | 8    | "TBA" "Sweatering it Out"                 | 7 de dezembro de 2007   | ASA              |
| Enquanto Jack luta por sua vida, e as de seus colegas tripulantes, Marin se preocupa que o seu compromisso se desvaneceu; a personalidade de Patrick mudou dramaticamente, e Jane enfrenta as conseqüências da vida com um homem arado.                                                                                              |      |                                           |                         |                  |
| 26 | 9    | "TBA" "Charity Case"                      | 27 de fevereiro de 2008 | ASA              |
| Cash reaparece pedindo um favor, e quando Marin finalmente descobre o seu estado de saúde, suas ações não estão nem perto do que ele queria. Em outro lugar, Buzz, Celia e Annie tentam se reconectar com Patrick. |      |                                           |                         |                  |
| 27 | 10   | "TBA" "Sonata In Tree Parts"              | 5 de março de 2008      | ASA              |
| Marin lida com a notícia devastadora de Jack com determinado otimismo, Patrick decide sair com alguém novo, Sara percebe que ser apoiante de Eric infringe a sua vida pessoal. |      |                                           |                         |                  |
| 28 | 11   | "TBA" "Home, Seized Home"                 | 12 de março de 2008     | ASA              |
| Jack e Marin aprendem como é difícil juntar dois diferentes estilos de vida quando decidem morar juntos. Enquanto isso, Jane quer que seu casamento com Sam seja anunciado no New York Times, Patrick descobre que ele gosta de voar depois de pilotar o avião de Buzz, e Theresa surpreende Ben depois de fazer um favor para Sara. |      |                                           |                         |                  |
| 29 | 12   | "TBA" "Read Between The Minds"            | 19 de março de 2008     | ASA              |
| Marin, Jack e Jerome viajam para Nova York para a recepção de casamento de Sam e Jane, mas a incapacidade continua de Jack dormir lança uma cortina de fumaça sobre o fim de semana; Celia prende Patrick, e a solução de Buzz para conseguir o valor de fiança alto que Celia colocou, o leva por um caminho perigoso.              |      |                                           |                         |                  |
| 30 | 13   | "TBA" "A Tale Of Two Kidneys"             | 26 de março de 2008     | ASA              |
| Cash foi hospitalizado e sua condição leva a uma outra discussão entre Marin e Jack, um novo jogador de hóquei chega na cidade, e fica fascinado por Annie, e Celia batalha com Dick por não respeitar seu espaço pessoal enquanto ela invade o de Patrick.                                                                          |      |                                           |                         |                  |
| 31 | 14   | "TBA" "Get A Life"                        | 2 de abril de 2008      | ASA              |
| Quando Morgan Fairchild chega na cidade, Marin é confrontada com todas as coisas que ela desistiu por permanecer no Alasca, Buzz afunda no seu vício, e Patrick cria laços com o seu contraparte, quando Ivan pede a ele para ser seu braço direito.                                                                                 |      |                                           |                         |                  |
| 32 | 15   | "TBA" "Wander/Lust"                       | 16 de abril de 2008     | ASA              |
| Patrick se sente inexperiente e não bem viajado, em comparação com Ivan, Jane não está exatamente feliz com o anel que Sam comprou para ela, e Marin lutas com ciúme conforme Julia e Jack se tornam mais próximos. |      |                                           |                         |                  |
| 33 | 16   | "TBA" "Kiss And Don't Tell"               | 23 de abril de 2008     | ASA              |
| Patrick converte uma duvidosa Jane, quando ele a convence de contratá-lo em Nova York, Cash se recupera na casa de Marin e Jack, Buzz entra em contato com suas emoções, a fim de ganhar Mai de volta. |      |                                           |                         |                  |
| 34 | 17   | "TBA" "New Dogs, Old Tricks"              | 28 de maio de 2008      | ASA              |
| Marin começa a sentir subestimada quando Jack larga quatro filhotes em suas casa e não vai participar de seu cuidado, Patrick descobre sobre o acordo de Jane com Pilar, e Buzz e Ivan continuam suas buscas por suas garotas. |      |                                           |                         |                  |
| 35 | 18   | "Surpresa, Surpresa" "Surprise, Surprise" | 4 de junho de 2008      | ASA              |
| Patrick retorna à Elmo e descobre que a vida continuou sem ele, Marin descobre o marido de Júlia em uma posição comprometedora, e Buzz continua a se afastar dos cuidados de Mai. |      |                                           |                         |                  |
| 36 | 19   | "TBA" "Taking The Lead"                   | 11 de junho de 2008     | ASA              |
| Jane daz uma surpresa conforme ela viaja de volta para o Alasca com Sam em uma kombi, Patrick não vai aceitar 'não' como resposta, o cheque gordo de Marin cria tensão entre ela e Jack, e um show de talentos é realizado. |      |                                           |                         |                  |